# Johan Christian Wallensteen
Johan Christian Wallensteen, född 5 september 1794 i Danderyds församling, Uppsala län, död 15 juni 1868 i Kuddby församling, Östergötlands län, var en svensk präst.

## Biografi
Johan Christian Wallensteen föddes 1794 i Danderyds församling. Han var son till kyrkoherden Johan Peter Wallensteen och Regina Sophia Albertina Ridderstråle. Wallensteen blev höstterminen 1812 student vid Uppsala universitet och medlem i Östgöta nation. Han avlade 14 juni 1818 pastoralexamen och prästvigdes 22 januari 1821 för Linköpings stift till extra ordinarie bataljonspredikant vid Upplands regemente. Wallensteen avlade pastoralexamen 20 december 1822 och blev hovpredikant 8 februari 1823. Han blev 18 mars 1823 bataljonspredikant vid Svea artilleriregemente. Den 28 april 1824 blev han teologie adjunkt vid Kungliga Krigsakademien på Karlbergs slott och komminister i Solna församling, med tillträde samma år. Han blev 3 december 1828 kyrkoherde i Västra Tollstads församling (extra sökande), med tillträdde 1830, och 23 maj 1832 kontraktsprost i Lysings kontrakt. Wallensteen blev 15 oktober 1832 kyrkoherde i Kuddby församling (fjärde provpredikant), med tillträde 1835, och var från 18 december 1837 till 12 december 1860 kontraktsprost i Vikbolands kontrakt. Han blev 1851 ledamot av Nordstjärneorden. Wallensteen avled 1868 i Kuddby församling.
Wallensteen var statsreviost från Linköpings stift 1855, ledamot i Samfundet Pro Fide et Christianismo, Svenska Bibelsällskapet, Stockholms Undervisningssällskap och Kungliga Patriotiska Sällskapet.

### Familj
Wallensteen gifte sig 16 juli 1824 med Ulrica Eleonora Löwenborg (1802–1859). Hon var dotter till lagmannen Christopher Mauritz Reinhold Löwenborg och Beata Sophia Wirsén. De fick tillsammans barnen Mathilda Sophia Wallensteen (1825–1908) som var gift med protokollssekreteraren Eric Gustaf Nordström, Clara Gustava Wallensteen (1827–1895) som var gift med lektorn Otto Lemke i Visby och Johan Ernst Wallensteen (1834–1907).